# قطر اصلی
در علم ریاضیات و در مبحث ماتریس ها، قطر اصلی یک ماتریس عبارت است از کلیه عناصری که شرط زیر در آن بر قرار باشد:
{\displaystyle i=j} , {\displaystyle A_{i,j}}
به عنوان مثال در ماتریس ۳ در ۳ زیر، کلیه ۱ ها عناصر روی قطر اصلی ماتریس هستند.
{\displaystyle {\begin{bmatrix}1&0&0\\0&1&0\\0&0&1\end{bmatrix}}.}
همچنین برای ماتریس های غیر مربعی زیر نیز قطر اصلی به شکل زیر است.
{\displaystyle {\begin{bmatrix}1&0&0&0\\0&1&0&0\\0&0&1&0\end{bmatrix}}}
{\displaystyle {\begin{bmatrix}1&0&0\\0&1&0\\0&0&1\\0&0&0\end{bmatrix}}}